# Amblyseius unicus
Amblyseius unicus är en spindeldjursart som först beskrevs av Denmark och C. Barry Knisley 1978.  Amblyseius unicus ingår i släktet Amblyseius och familjen Phytoseiidae. Inga underarter finns listade i Catalogue of Life.